# Grammothelopsis
Grammothelopsis là một chi nấm thuộc họ Polyporaceae.